# Créatures microscopiques
Ne doit pas être confondu avec Micro-organisme.
Créatures microscopiques est une émission de télévision québécoise en huit épisodes de 12 minutes animée par Chloé Savard et présentée à partir du 2 octobre 2023 sur la chaîne Savoir média.
Une 2e saison de 4 épisodes sortira à l'automne 2025.

## Synopsis
La série documentaire présente Chloé Savard, connue sous le nom de Tardibabe sur les réseaux sociaux, une microbiologiste qui se passionne pour les microorganismes et nous en fait découvrir de toutes sortes sous son microscope.

## Épisodes
Chaque épisode se consacre à une catégorie de microorganismes.
SAISON 1

### Le corps humain
Chloé s’intéresse aux êtres qui vivent sur notre corps comme les petits acariens qui se cachent dans les pores de son visage. Elle observe aussi les cellules qui évoluent dans son sang et dans un échantillon de sperme.

### Au Jardin botanique
Chloé explore le Jardin botanique de Montréal afin de prélever des créatures aquatiques comme des stentors, des volvox et des hydres, qui vivent dans les étangs.

### Dans la maison
Chloé observe des amas de poussière au microscope et nous parle des acariens qui vivent dans les maisons.

### Les fruits
Chloé analyse une poire, un oignon, des fraises et un ananas au microscope. Elle se rend ensuite au Jardin botanique de Montréal pour en savoir plus sur une variété de fruits exotiques.

### Les animaux de compagnie
Une vétérinaire de la SPCA fournit à Chloé des puces et des mites d’oreilles vivantes. À la Faculté de médecine vétérinaire, Chloé observe d’autres parasites à éviter.

### Dans la nature
Chloé prélève des échantillons d’eau dans un lac du Mont Saint-Hilaire, un lieu protégé de l’activité humaine, pour détecter les nombreux microorganismes qui y vivent, tels que les daphnies et les rotifères.

### Dans la rue
En se promenant dans les rues de Montréal, Chloé découvre les mousses et lichens qui peuplent les arbres, mais aussi les craques de trottoir. En plus des nombreux microorganismes qu’elle y trouve, dont le tardigrade, un animal microscopique à huit pattes.

### Les aliments fermentés
Chloé explore les différentes levures et bactéries que contiennent les boissons et aliments fermentés comme le kombucha, la bière, le pain et le vinaigre de cidre.

SAISON 2

### Les liquides corporels
Chloé examine au microscope du sang menstruel, du lait maternel et des secrétions nasales.

### Les insectes dans la maison
Chloé examine des punaises de lit chez elle et des mouches à fruits.

### Les produits laitiers
Chloé examine au microscope du lait cru, du lait pasteurisé et différents fromages.

### Les excréments d'animaux
Chloé examine des cacas de moineaux puis se rend au Zoo de Granby afin d'y récupérer des échantillons d'excréments d'éléphant, de kangourou et de tigre à examiner au microscope.